# قسط شلشتري
قسط شلشتري (الاسم العلمي:Costus schlechteri) هو نوع من النباتات يتبع جنس القسط من الفصيلة القسطية.